# Kulina (gmina Osmaci)
Kulina (cyr. Кулина) – wieś w Bośni i Hercegowinie, w Republice Serbskiej, w gminie Osmaci. W 2013 roku liczyła 144 mieszkańców.